# ضوء التشكيل

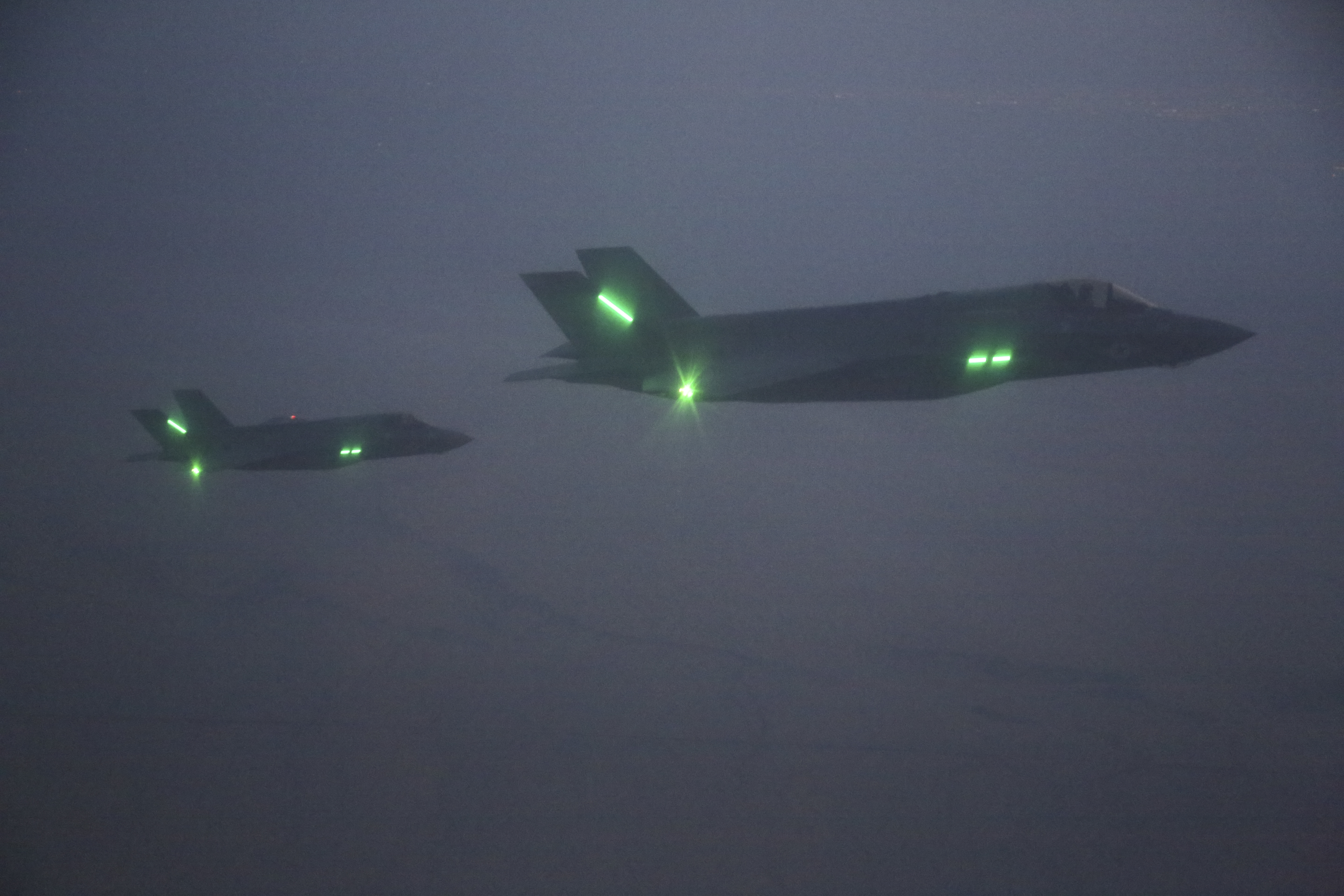
طائرات إف-35 الأمريكية مع أضواء تشكيل خضراء مضاءة

ضوء التشكيل (formation light) هو نوع من الضوء الضيائية الكهربائية ذو الأغشية الرقيقة الذي يساعد على تحليق الطائرات في تشكيل جوي في بيئات الرؤية المنخفضة.